# Château d'Ecot-la-Combe
Le château d'Ecot-la-Combe est un château du XVe siècle entièrement remanié tout à la fin du XVIIIe siècle construit sur un ancien château-fort plus ancien, situé au cœur du bourg d'Ecot-la-Combe, au bord d'une rivière la Sueurre, en région Grand Est dans le département de la Haute-Marne. Propriété privée, cet « édifice à métamorphoses » porte la marque des familles seigneuriales qui l'ont habité depuis le XIVe siècle jusqu'à la fin du XIXe siècle. Les trois ailes du château avec leurs tours, les façades et toitures de la porterie et celles des communs ainsi que le pigeonnier sont inscrites au titre des monuments historiques le 25 août 1994.

## Histoire
Du XIe siècle au XIXe siècle sept familles seigneuriales se succèdent.

### Les premiers seigneurs d’ÉcotXIe/XVesiècle
Fief dépendant du comté de Reynel, la seigneurie d’Écot, occupait un point stratégique, à la frontière du comté de Champagne et du Bassigny, mouvant de la couronne de France et du duché de Lorraine, lequel relevait du Saint-empire romain germanique. C’est donc dès le haut moyen âge qu’une « villa nomine Escaus » attestée en 1172 puis une « meson d’Escoz » est établie au méandre d’une rivière poissonneuse : la Sueurre. Ferme fortifiée puis maison forte suffisamment importante au début du XIIIe siècle pour qu’elle soit déclarée jurable et rendable (c’est-à-dire mise à disposition du suzerain en cas de guerre) au sein d'une liste d’une petite dizaine de forteresses dépendant du comte de Champagne (Girars d'Escoz doit l'hommage lige à Thibault IV).

### La Baronnie d’Écot et la famille de Mailly: un château bourguignonXVe/XVIIesiècle
Simon de Mailly, chevalier, chambellan du Roi aurait reçu la terre d’Écot de son mariage avec Henriette de Saint Seine, dite « dame de Clinchamp et d’Écot » autour de 1490. Africain de Mailly dit d’Écot (baron d’Écot de 1509 à 1560) accumule les charges au cours d’une longue existence : « capitaine de Nogent le Roi, Grand Bailli de Dijon en 1532, chambellan de Charles duc d’Orléans, capitaine de Langres, conseiller au parlement de Bourgogne en 1545, panetier du Roi etc… ». Les premiers barons d’Écot Africain puis Gaspard de Mailly (lui aussi bailli de Dijon), ont laissé leur empreinte dans la pierre par l’introduction de l’architecture de la Renaissance comme la création d’une longue loggia à l’italienne sur pilastres à chapiteaux ioniques construite autour de 1550 (détruite en 1796).

### Le marquisat d’Ecot et la famille de l’HostelXVIIe/XVIIIesiècle

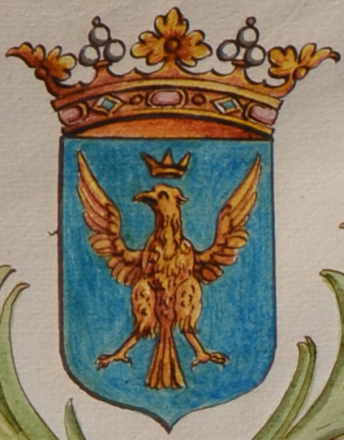
Armoiries de l'Hostel XVIIIe siècle

La seigneurie passe à une famille champenoise : les de l’hoste (ou hostel).
François de l’Hostel, seigneur d’Ecot (1622-1667), baron de Semoutiers obtient l’érection de la terre d’Écot en Marquisat (avant 1655, ce dernier réside à Paris rue du Temple, paroisse Saint-Nicolas des Champs.). Le château est embelli notamment d'une porterie et les dépendances sont reconstruites formant la basse-cour.
Un plan de la seigneurie de 1722 commandité par Bazile Ignace de l'Hostel, marquis d'Escot est conservé aux Archives départementales de la Haute-Marne après des travaux d'arpentage.
La seigneurie y est représentée avec son église primitive au pied des remparts du château (la nouvelle est reconstruite en 1847 un peu plus haut), sa forge, ses fourneaux, son moulin
Un « costeau en bois » est mentionné où figure un lieu-dit « la justice » avec une représentation de ce qui pourrait être un gibet : en effet, les seigneurs d'Écot disposent de droits de justice, ainsi qu'un droit de fuite (droit de pourchasser les paysans serfs) sur l'ensemble des terres du Comte de Champagne, droit acquis par Girard d'Écot en augmentation de fief au début du XIIIe siècle. "Thibault donne en augment de fief à Girard d'Écot ce privilège que ni Thibault ni ses héritiers ne pourront retenir dans leurs cités, châteaux ou villages aucun des hommes ni des femmes dudit Girard qui habitent Écot, Mareilles, Humbeauville" peut on lire dans l'histoire des comtes de Champagne de l'érudit Jubainville.

### Les Capizuchi Bologne et les frères MichelXVIIIe/XIXesiècle
Camille Antoine de Capizucci, marquis de Bologne et de Bonnecourt, baron d’escot, capitaine au régiment de Toulouse cavalerie hérite d’Écot en 1735 de sa tante Elizabeth. Son fils, « haut et puissant seigneur Charles Camille de Capichussi de Bologne, marquis de Bonnecourt et d’Écot, seigneur d’Andilli, Choiseul, Choinou, Maracq et autres lieux, Capitaine des carabiniers chevalier de Saint Louis… Un bail signé par le marquis de Bologne en 1768 (renouvelé en 1774 et 1780), au profit de Charles Michel, maître des forges d'Écot montre que ce dernier ne se réserve que « l’appartement bas du château ». En effet, veuf et inconsolable le vétéran de Fontenoy avait quitté Écot dès 1750 pour le petit manoir de Thivet ou les révolutionnaires le trouveront en 1793, les frères Michel occupent donc dès le dernier quart du XVIIIe siècle une partie du château.
La tourmente révolutionnaire leur permet d'acquérir le mobilier en 1790 puis de saisir l'opportunité de l'émigration du Comte de Foudras (seigneur d'Écot dès 1780 et héritier du marquis de Bologne) pour le racheter après qu'il eut été saisi comme bien national de deuxième origine.

### Des frères Michel aux comtes de Beurges
Cités parmi les premiers maîtres de forge du Premier Empire et première fortune du département sous la Restauration, les frères Michel entreprennent d'importants travaux au château. Peut être pour tourner la page de l’Ancien Régime, ils s’attachent à supprimer tous les vestiges de la féodalité à Écot tout en donnant au château un aspect classique : Les douves qui entouraient le château de profonds fossés avec murs en pierre sont comblées. Le châtelet, la loggia, la chapelle et le donjon disparaissent. L'aile sud est agrandie. L’essentiel est fait avant 1807. L’intérieur est entièrement réaménagé et décoré et constitue un ensemble homogène de décors d’époque Empire et Restauration dans un style Louis XVI tardif.
Sans héritier, les Michel font donation du domaine en 1839 aux descendants des comtes de Foudras : Charlotte Lallemant qui épouse Louis François de Beurges, comte de Beurges en 1816. Un jardin à l'anglaise est dessiné entre 1807 et 1832 en remplacement du grand parterre à la française coté Est. Henri Charles Louis de Beurges, comte de Beurges, député de la Haute-Marne, meurt sans héritier à Écot en 1912, le domaine est alors vendu.

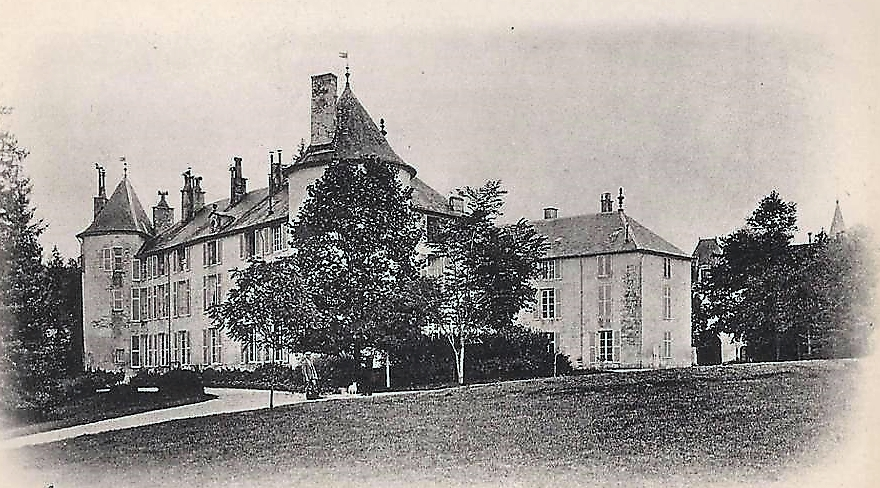
Le château à l'époque du comte de Beurges.

## Architecture

### Aspect général et extérieur

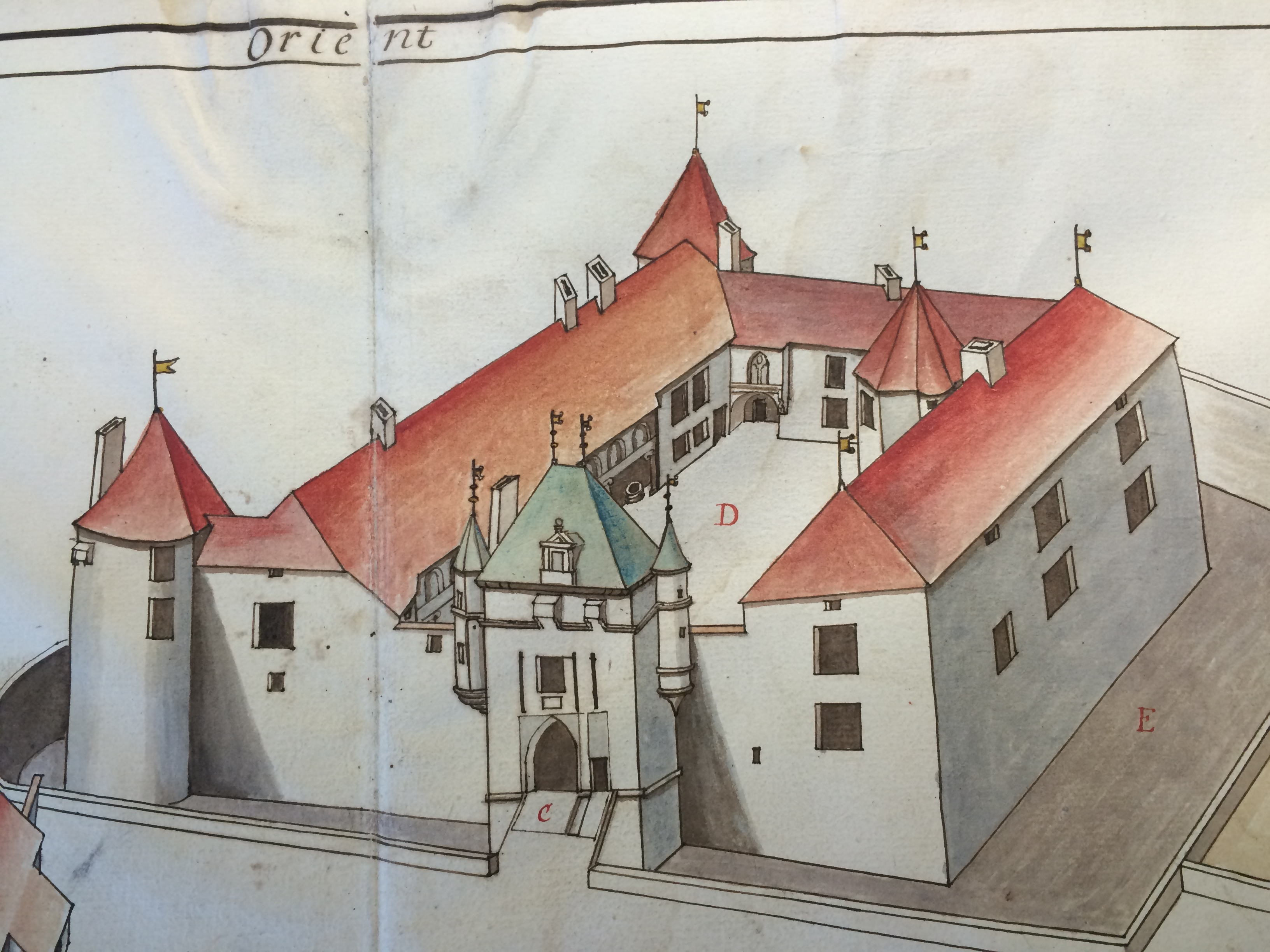
Gravure de 1722.

La forteresse construite aux XIVe et XVe siècles subsiste dans le plan général malgré les transformations de l’époque classique : seule la façade nord-est une reconstruction à neuf amorcée en 1796 sur le niveau inférieur d’une courtine médiévale et les trois ailes actuelles du château correspondent au plan en trapèze de l'origine.
Le castrum ou castellum du XIIIe siècle, (attesté dans la liste des forteresses dites « jurables et rendables » au profit du comte de Champagne) ne nous est pas connu, seule la chapelle pourrait en avoir été un vestige jusqu’à sa destruction à la fin du XVIIIe siècle.

#### Les deux tours rondes
Le corps de logis de l'aile Nord est encadré par deux tours rondes du XIVe siècle d’un peu plus de 8 m de diamètre, avec des murs de 2,10 mètres d’épaisseur au niveau inférieur.
La tour Nord conserve notamment au sommet une cheminée sur corbeaux soutenus par deux colonnes lisses posées sur des patins en pierre, dans le style du château de Gombervaux et datable du XIVe siècle.
Cet étage de défense est doté d’une bretèche avec assommoir, et est éclairé de deux petites demi croisées à cordon régnant en guise d’appui (simple meneau). Le niveau intermédiaire est percé de deux hautes fenêtres à traverse (simple meneau) dont l’une est installée en lieu et place d’une ancienne canonnière ovale dont seul l’appui est conservé tandis que le rez de chaussée ouvrait sur une ancienne canonnière légèrement en saillie du mur (dissimulée dans l’actuel four à pâtisserie de la cuisine).

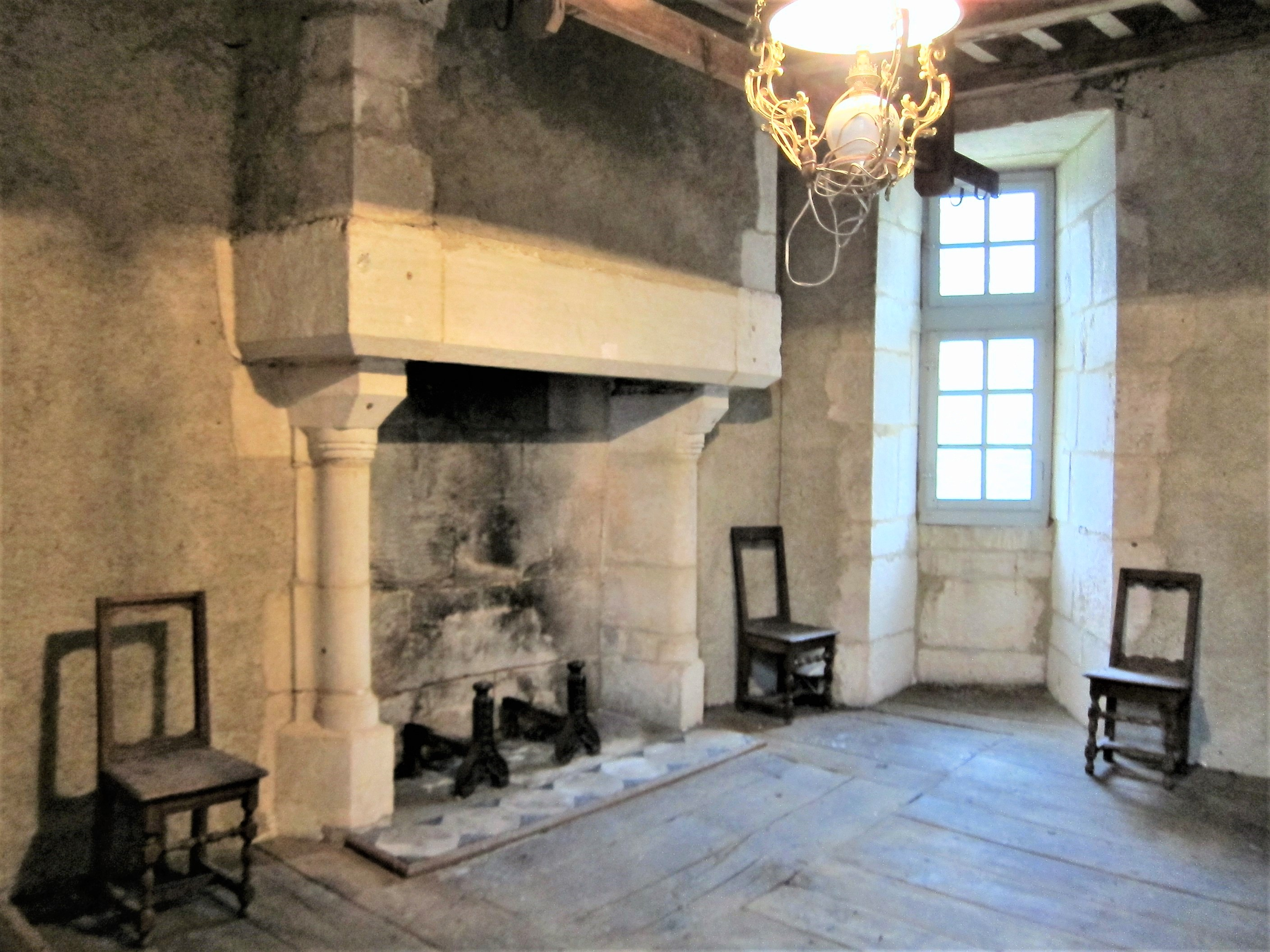
Salle des gardes du XVe.

La tour « Saint Jacques » (en raison de la coquille sculptée qui orne le linteau d’une fenêtre) forme l’angle est de la forteresse, elle présente aussi une bretèche au 2e étage et a été percée de trois hautes fenêtres à traverse (ou demi croisées) aux linteaux en accolade. Le rez de chaussée est percé d’une intéressante canonnière à double bouche surmontée d’un cran de mire (percé vers l'intérieur dans un petit tableau carré délardé en feuillure de quelques cm, sans doute destiné à un volet), très proche des éléments défensifs de la forteresse de Lafauche.
Les deux tours sont coiffées d’ardoises dès le XVIIe siècle (tandis que le reste du logis est couvert de tuiles), le mâchicoulis n’est pas utilisé et une corniche moulurée en pierre fait la jonction avec la toiture.

#### La tour carrée

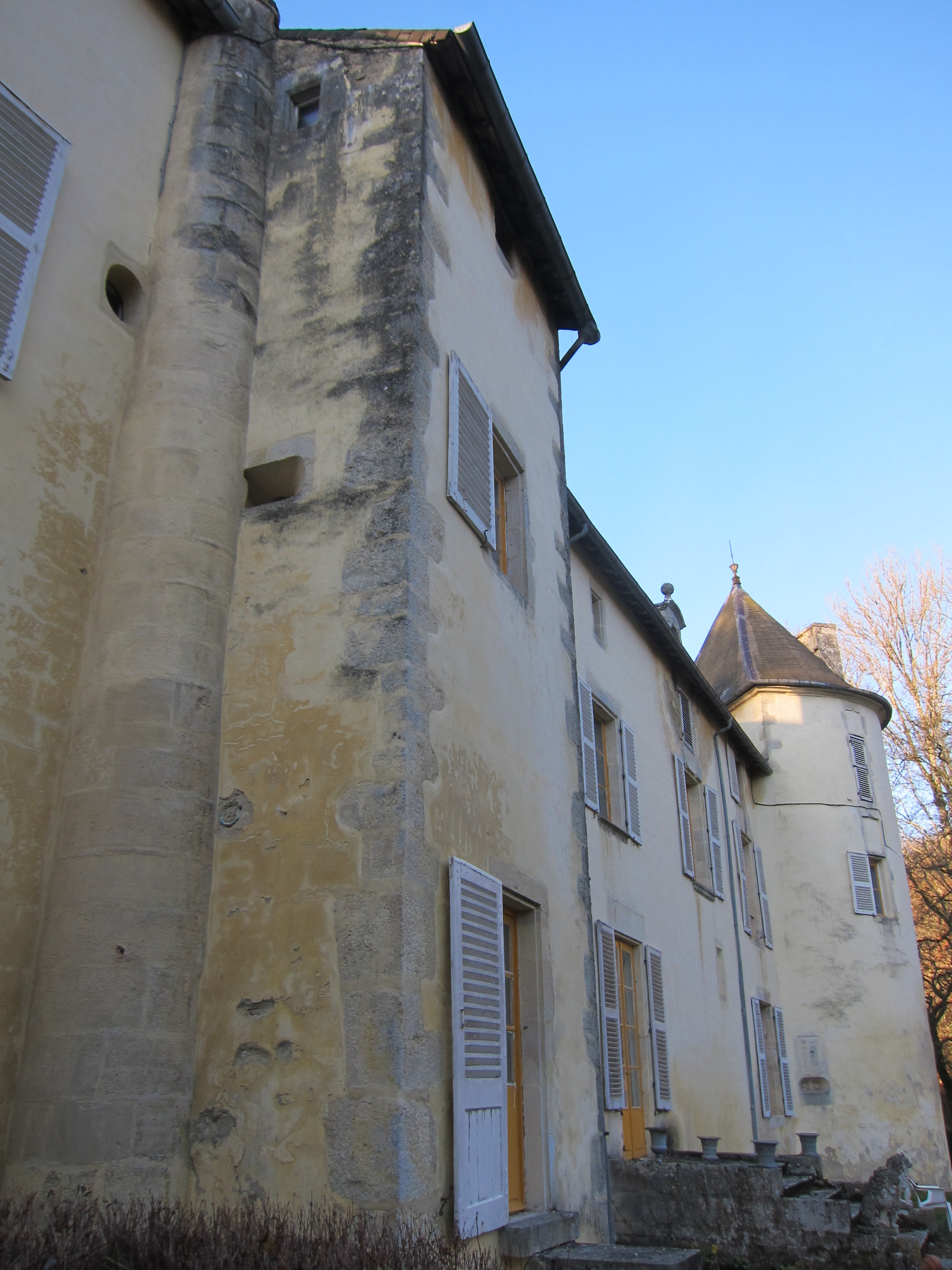
Tour carrée.

Une tour carrée de défense plus modeste est accolée à la courtine sud.
Une petite archère est encore visible au premier niveau tandis qu'une batterie au premier étage est équipée de deux canonnières rectangulaires. Le dernier niveau est percé de trois petites fenêtres à large chanfrein. Cette tour se voit accolée un conduit circulaire en saillie à usage de latrines se déversant dans les fossés.
Le château comprenait un donjon visible sur la gravure de 1722 : une tour octogonale couvertes en tuiles avec tourelle en encorbellement comprenant un escalier à vis, et disposant d’une chambre haute dont le mobilier XVIIIe nous est connu : « chambre du donjon : un lit garni de serge verte, un plumeau, une couverture de toile, un buffet etc… ». Seule une petite portion de mur en subsiste au niveau de la descente de cave du corps de logis central.

#### Les courtines

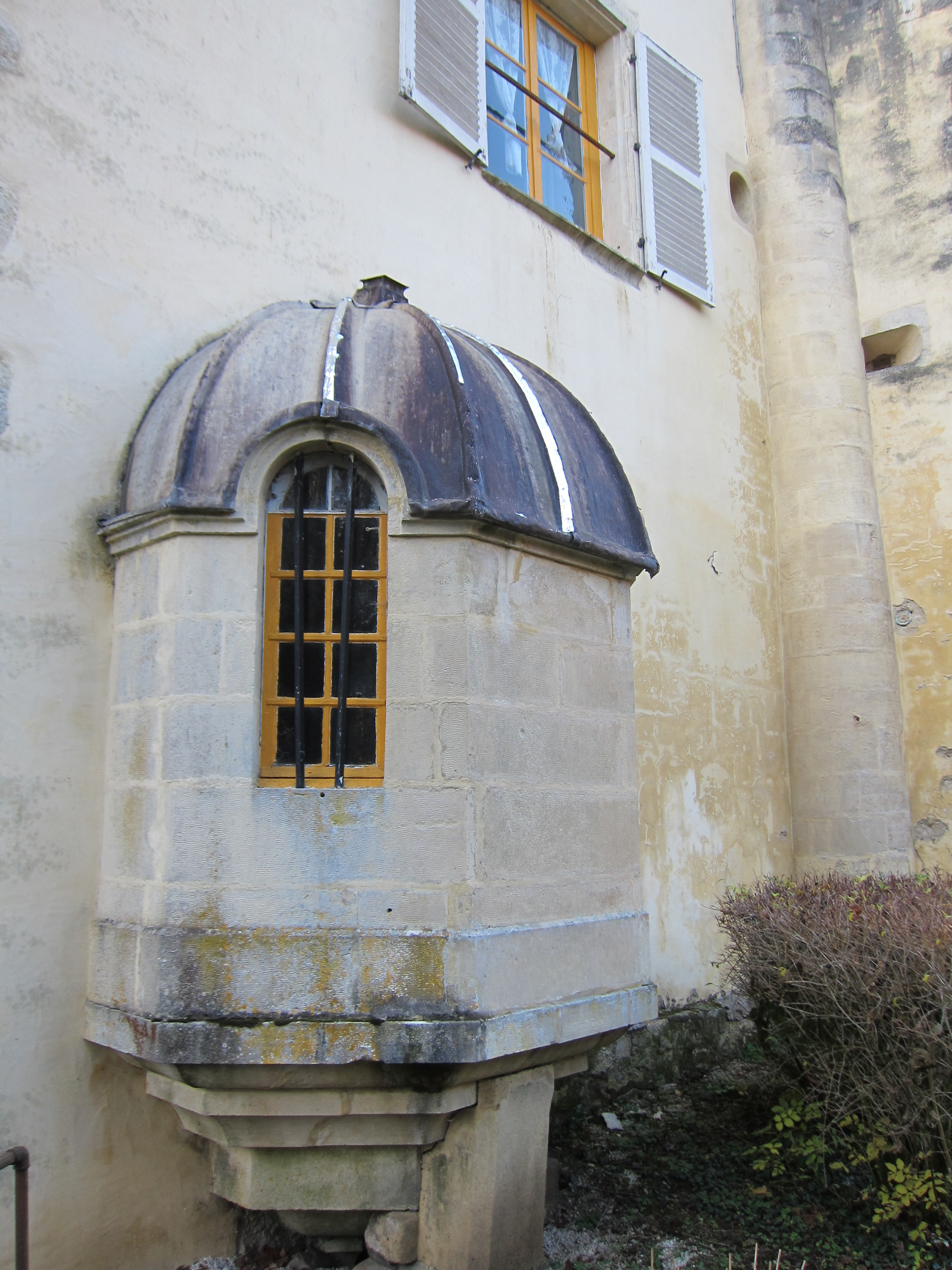
Échauguette à encorbellement du XVIe siècle.

Une imposante échauguette à encorbellement couverte de plomb protège l'angle Sud-Ouest de la forteresse, de petites fenêtres cintrées ont remplacé à l’époque moderne les arquebusières du XVIe siècle lorsque l'oratoire de la chambre basse est créé.
La courtine Ouest (murs de 1,50 m d’épaisseur) est percée de trois archères basses encore visibles, datée sans doute de la fin du XIVe siècle, (on renonça à cette époque aux meurtrières percées aux étages inférieurs des tours et courtines en raison des progrès de l’art du mineur) et de trois croisées à meneaux (disparus) avec encadrement chanfreiné du début du XVIe siècle.

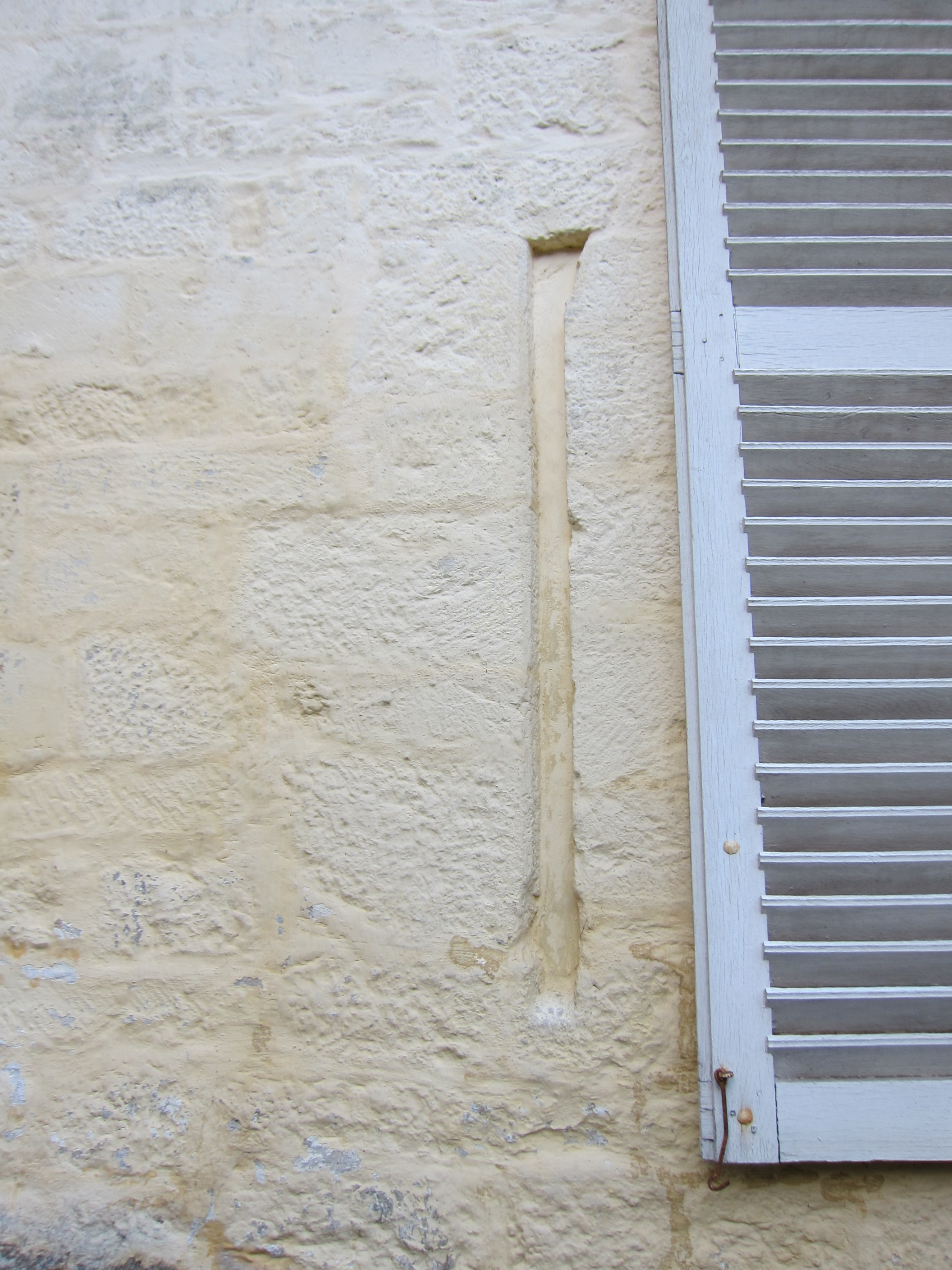
Meurtrière de la courtine Ouest.

Les caves voûtées présentent une ouverture en arc gothique brisé caractéristique : un arc ogival au tiers point du XIVe siècle encadrant deux placards avec serrure en pierre pris dans l'épaisseur des murs.

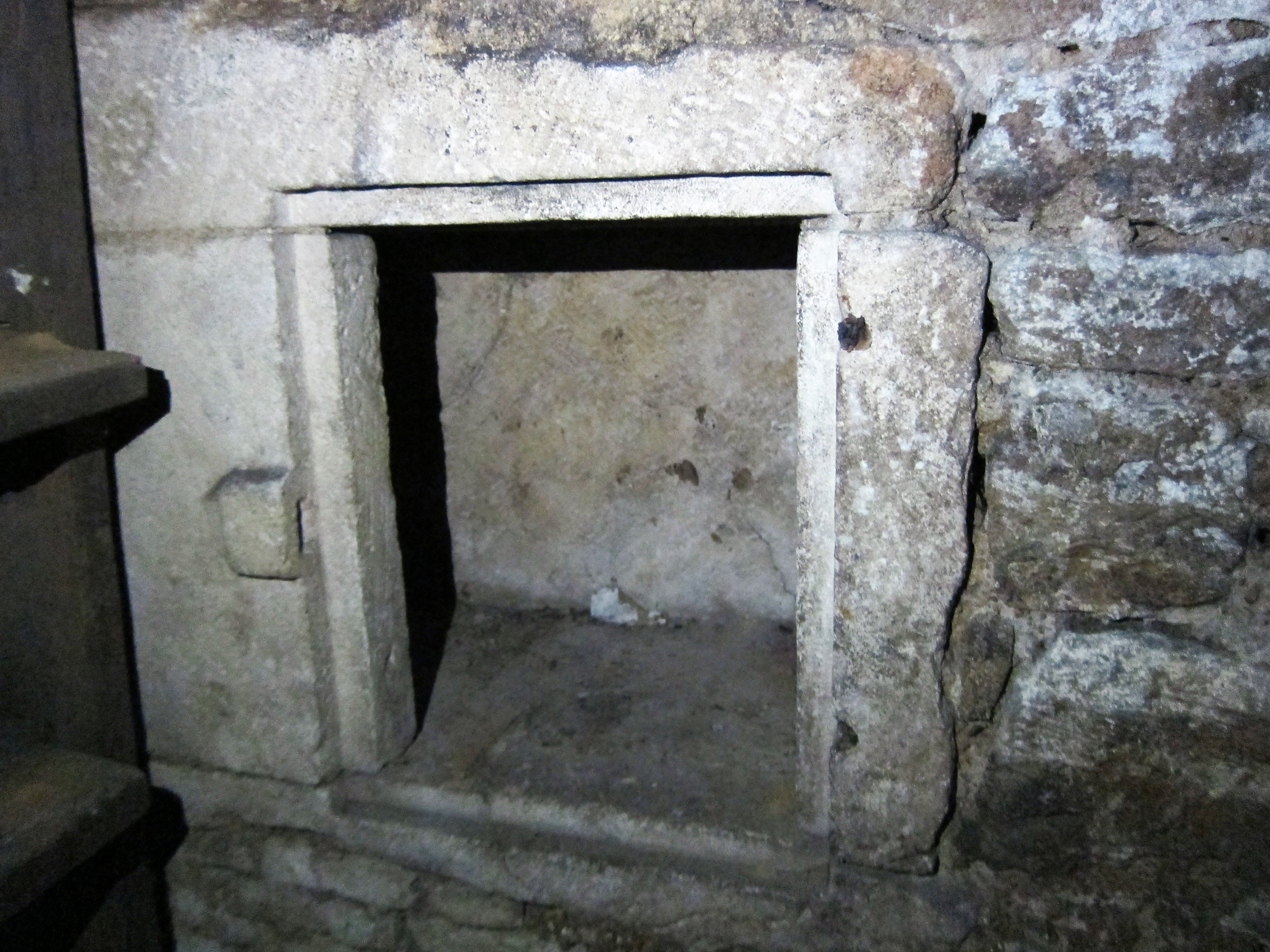
Placard médiéval.

La courtine Sud (murs de 1,40 m d’épaisseur) est percée de croisées hautes à doubles accolades (avec moulures en équerre et appuis à moulures pour l’une et large cavet et listel pour les deux autres) typiques du XVe siècle et dont seul le linteau subsiste (meneaux et traverses ont disparu). La croisée basse a perdu ses meneaux mais conserve son encadrement chanfreiné, tandis qu’un jour a large chanfrein pour l’éclairage de l’ancien escalier est encore visible.
Au niveau inférieur un escalier étroit est pris dans l'épaisseur de la muraille.

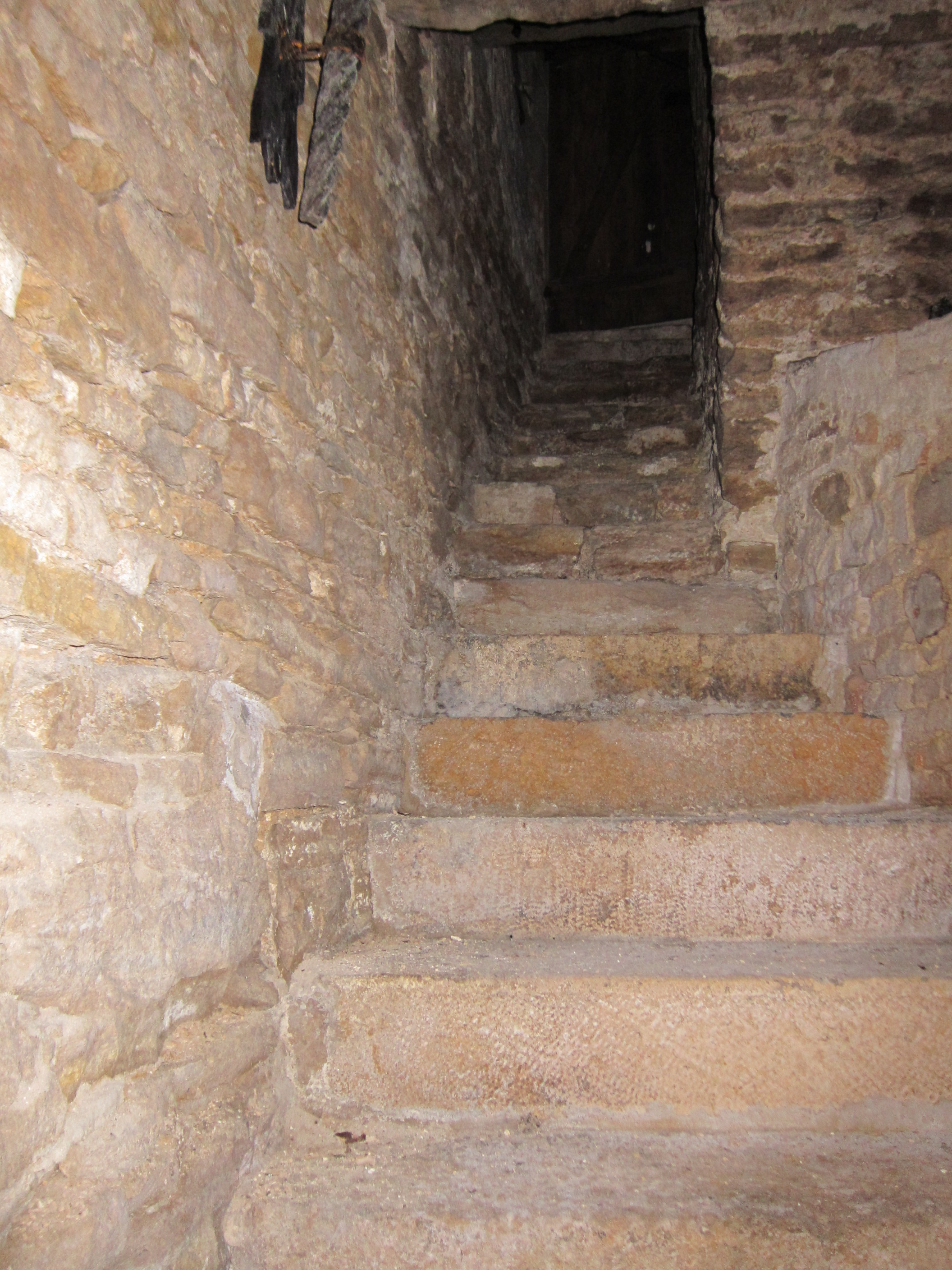
Escalier de la courtine Sud.

La façade Nord percées de multiples fenêtres est une reconstruction de la toute fin du XVIIIe établie sur les bases du rempart médiéval renfermant les vastes caves voûtées hautes de 5 m dont l'une permet l'accès à une poterne avec souterrain aujourd'hui fermée par une grande grille.

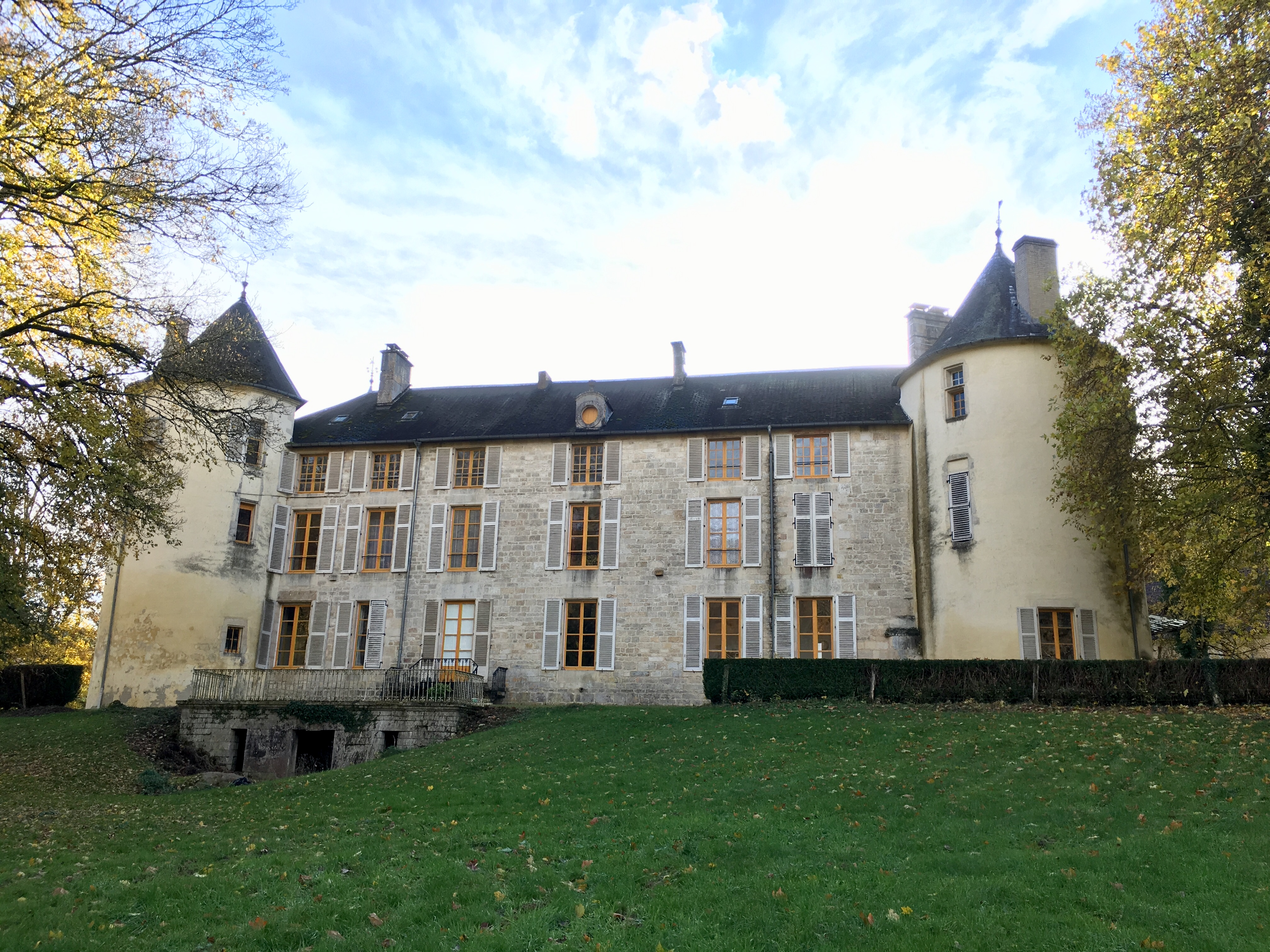
Château d'Ecot, façade Nord.

La courtine Ouest était protégée par un élégant châtelet d’entrée couvert d’ardoises avec double pont levis à flèches et chaines typiques du milieu/fin XIVe siècle, avec une ouverture avec arc en tiers point, surmontée de deux bretèches et deux tourelles latérales en encorbellement, l’une ronde, l’autre octogonale.
La mise en œuvre des canonnières n’est pas homogène et fait penser à un ajout : le dispositif défensif est perfectionné au tournant du XVe siècle avec le percement de canonnières, parfois doubles bien visibles sur la tour « saint Jacques » et la construction d'échauguette (peut être deux).
Ces ouvertures sont dites « embrasure à la Française » : le trou à canon n'est plus au nu du mur extérieur comme dans le cas de l'archère-canonnière, mais à mi-distance de l'épaisseur du mur, avec un ébrasement extérieur en entonnoir débouchant sur une ouverture plus large que haute, tendant à l'ovale, semblables à la forteresse de Lafauche. Ces dernières datées de 1490 environ correspondent à l’arrivée de la famille de Mailly à Écot.

#### Les communs
Tandis que la terre d’Écot est élevée au rang de marquisat, le château est agrandi avec la construction d'une porterie(conciergerie) avec logements pour le gardien (bâtiments ne faisant plus partie du domaine aujourd'hui), commandant l'accès à la basse-cour.

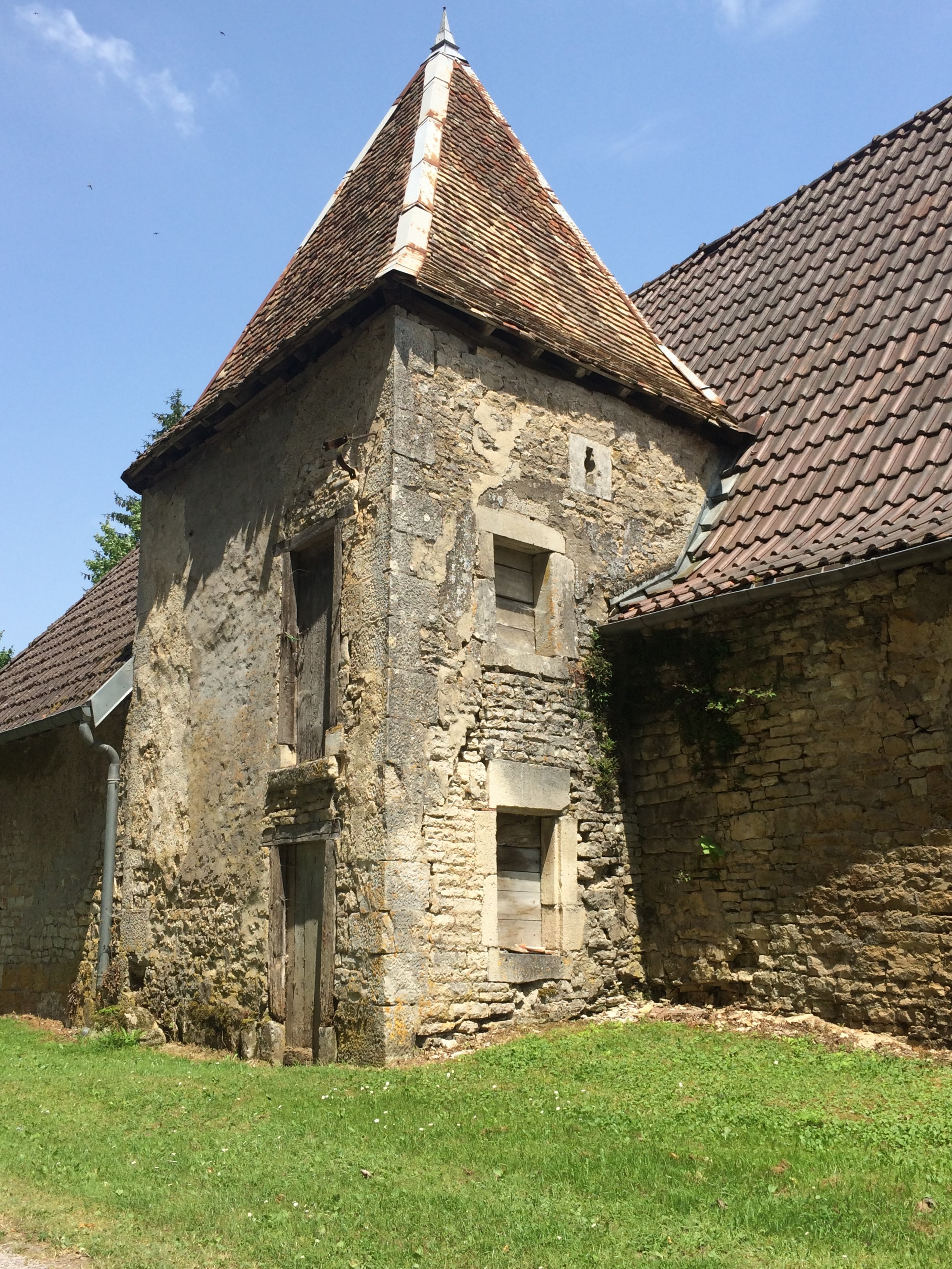
Tour d'angle des communs.

Cette basse-cour était déjà protégée de courtines encadrées par deux tours carrées en saillie plus anciennes (dont l'une subsiste de nos jours avec ses canonnières et sa salle voûtée avec cheminée du XVIIe siècle) L'appareillage de pierre est particulièrement massif et pourrait constituer l’un des plus anciens vestige du site.

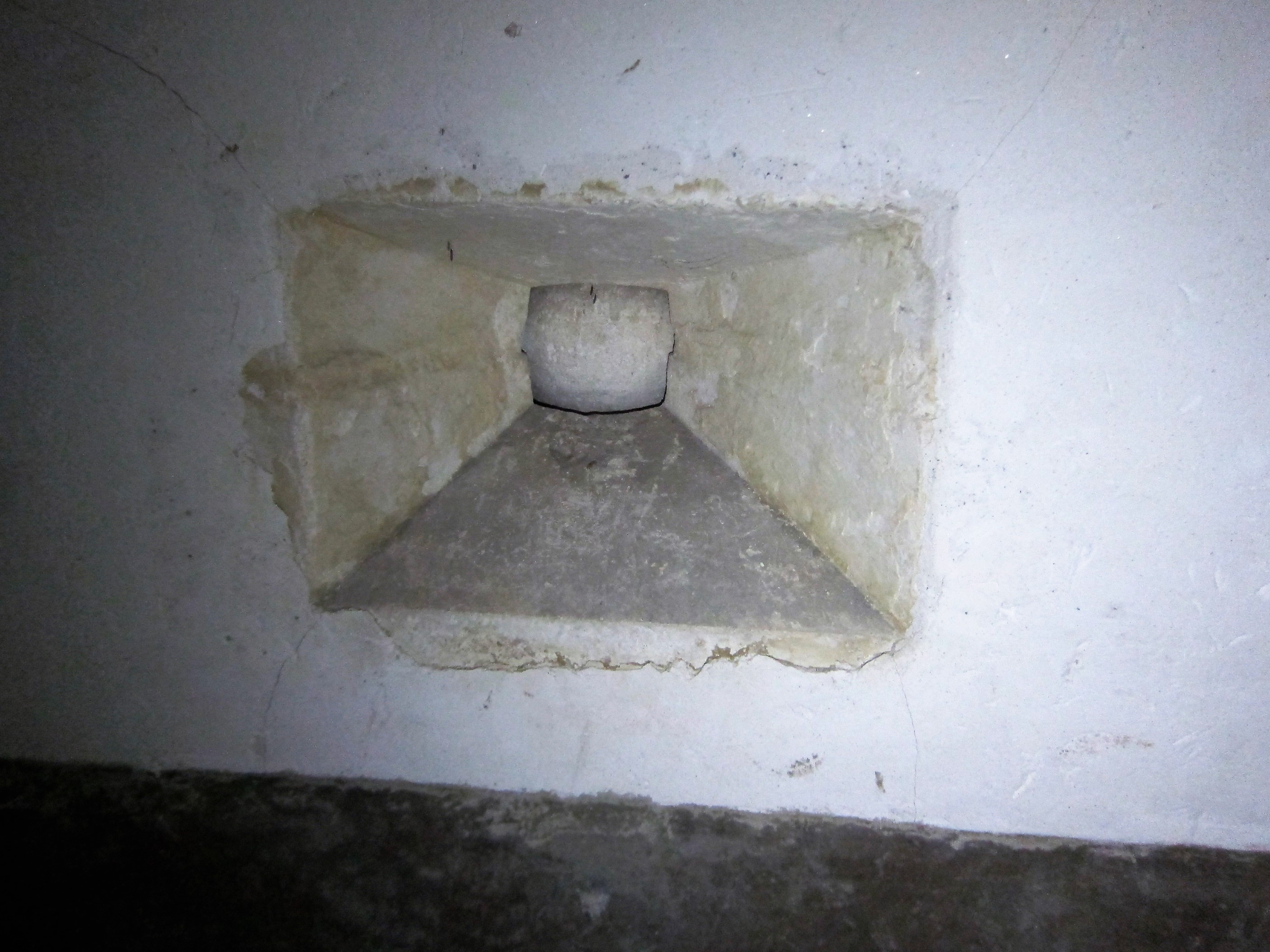
Cannonière de la Tour des communs.

Les vastes communs sont aménagés aux XVIIe et XVIIIe siècles, afin d'accueillir notamment les écuries et remises. Certaines parties conservent des voûtes en pierre.
Rappelons que le marquis de Bologne était grand amateur de vénerie et que son équipage était important. L'important chenil du château était cependant placé à l'extérieur de la basse cour tandis qu'un pavillon de chasse était implanté en haut de la colline surplombant le grand parc.
Le pigeonnier ou colombier est déplacé au cours du XVIIIe siècle et placé au sommet de la nouvelle basse-cour établie entre la route d’Andelot et « la grande allée » fraîchement tracée et fermée d’une grande grille.
L'orangerie construite avant 1830 délimite la cour du petit potager coté Nord, tandis que le logement du régisseur en marque l'extrémité Sud.
Un petit bâtiment abrite le four à pain et ferme une arrière cour où se situait la porcherie du XIXe siècle ainsi que le charbonnier et les magasins.
Une glacière toujours visible sur la route d'Andelot, est bâtie au milieu du XIXe siècle.

#### La cour intérieure

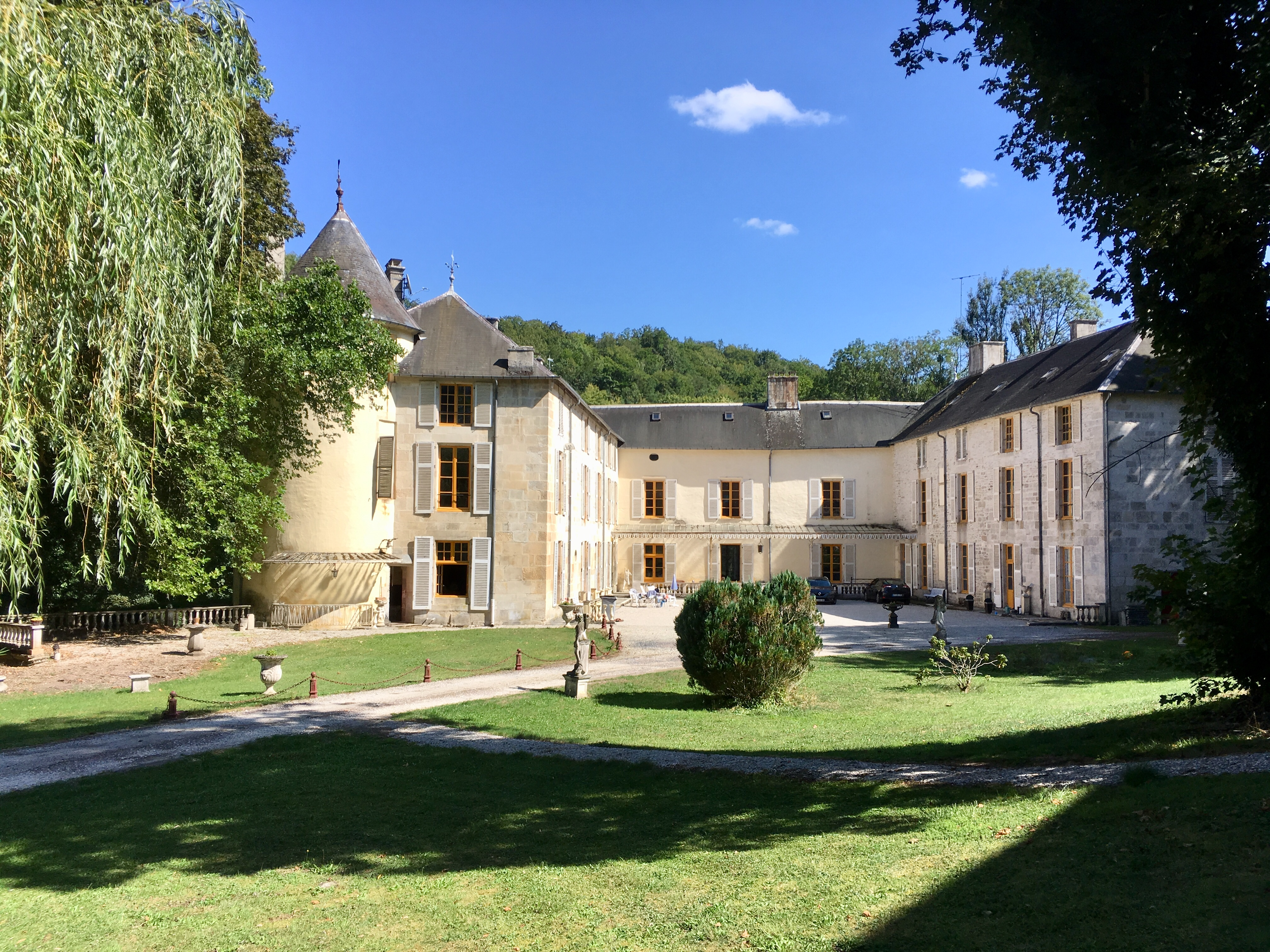
Château d'Ecot, cour d'honneur.

D’aspect aujourd’hui classique, la cour d'honneur laisse percevoir quelques traces médiévales au visiteur, dans l’appareillage d’une part (petits moellons avec traces de reconstruction au XVIIIe siècle), et notamment trois fenêtres à simple meneau mouluré en cavet avec blason sur les linteaux.
Le linteau de la fenêtre basse serait orné d’un des plus anciens écussons sculptés aux armes de la Champagne dominant un JHS à fleur de lys trahissant le parti royal de son commanditaire et des initiales gothiques sur la droite notamment un A sur une couronne, tandis que la fenêtre haute laisse imaginer le blason des Mailly. « D’azur à trois maillets d’or ».

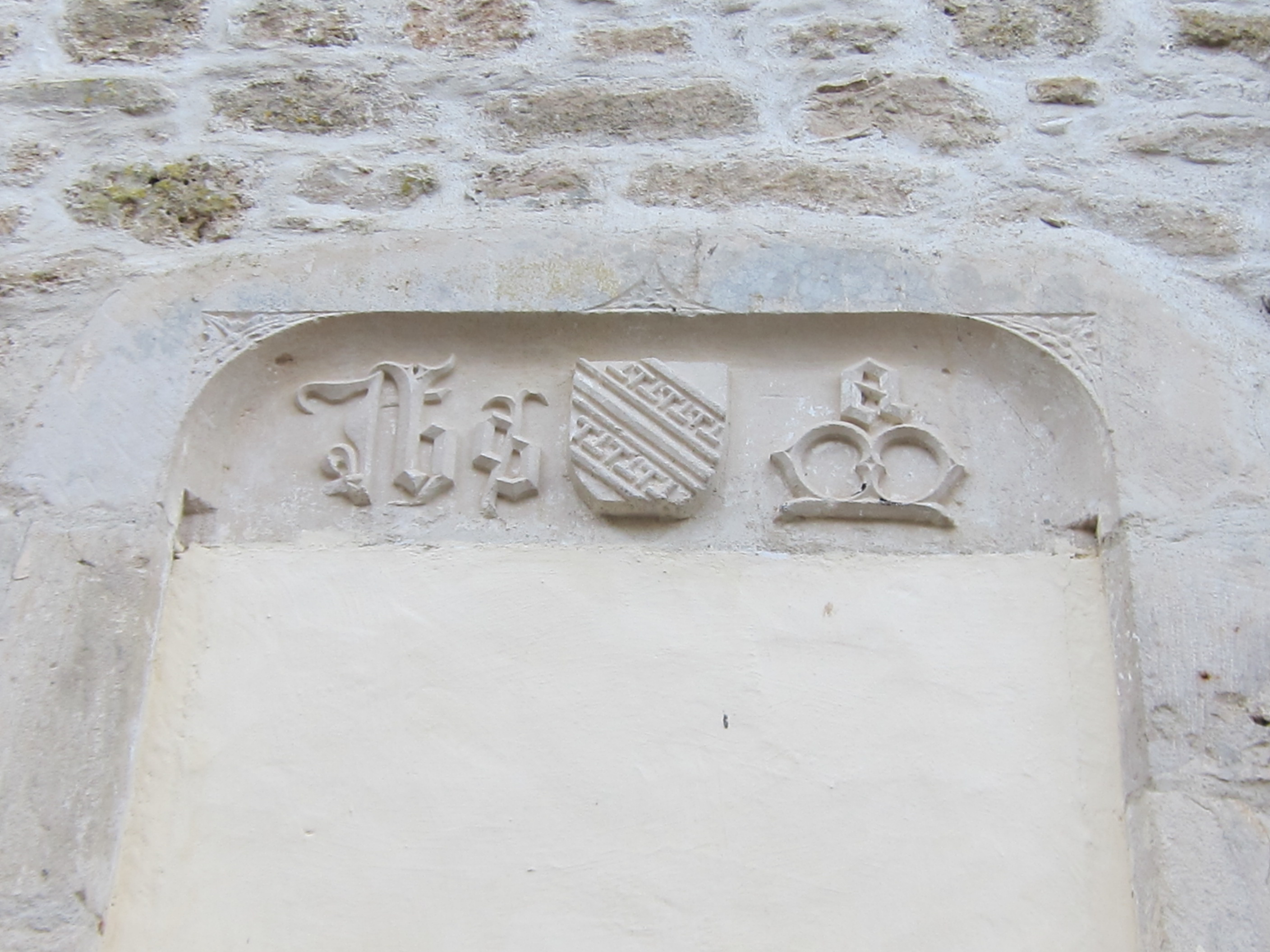
Blason aux armes de Champagne.

Les ouvertures de cave sont médiévales : elles présentent une succession d'arcs plein cintre surbaissés chanfreinés typique de la fin du XVe siècle, début du XVIe siècle.
La citerne médiévale est aujourd’hui en partie prise dans la maçonnerie mais sa largeur demeure remarquable (environ un mètre de large).
La chapelle en partie en encorbellement s’élevait sur une grande voûte en berceau surmontée d’une seule baie en berceau brisé avec deux claires voies trilobées et un quatrefeuille ajouré, caractéristique du début du XIIIe siècle sans qu’il soit possible de la dater avec précision.
Il n’en reste qu’un arc doubleau ouvrant sur un escalier secondaire.
En revanche rien ne subsiste de la loggia des premiers barons d’Écot.
L’aile ouest est rallongée autour de 1830 et un deuxième étage est créé sur l’ensemble pour accueillir un personnel de service pléthorique.
Le château a obtenu en 1999 le prix Barclays pour la restauration des façades.

### Aspect intérieur
L’inventaire de 1790 nous apprend que le château avait conservé une salle dite d’Henri IV dont le mobilier est connu : « salle d’Henri IV : trois banquettes, trois tableaux dont l’un d’Henry quatre, le second d’un cardinal, le troisième de Lucrèce, sept paires de tapisseries à points de Hongrie etc… » Les choix iconographies renvoie probablement à la famille du marquis Camille de Capizuchi Bologne alors propriétaire du château et dont les ancêtres italiens (dont des cardinaux) descendraient de la sulfureuse Lucrèce Borgia.
L’intérieur conserve quelques boiseries de hauteur et deux cheminée de la fin du XVIIe d'époque Louis XIV, quelques trumeaux en gypse et une cheminée d’époque Régence, deux chambres à alcôves de la fin du XVIIIe siècle mais il présente surtout une grande unité de décors Louis XVI tardif d'époque Premier Empire avec une dizaine de pièces de réception au rez de chaussée, la plupart avec boiseries de hauteur, quelques-unes avec boiseries d'appuis. Les appartements du premier étage conservent de belles boiseries de hauteur avec motifs en staff notamment la chambre des quatre saisons.
Trois cages d’escalier mènent aux différents niveaux. Un passage secret dissimule un petit escalier pour monter à la garde-robe. Le deuxième étage était réservé à la lingerie et à une quinzaine de chambres de service confortables (belles dimensions, cheminées prussiennes, alcôves…) avec accès à un WC à poignée du XIXe aujourd'hui conservé. Trois corbeaux de pierre sculptés supportent le plafond de l’ancienne salle haute du XVIe en lieu et place de ces chambres.
Le château disposait dès le début du XIXe d’un chauffage au sol alimenté par trois poêles en brique ou calorifères au charbon implantés dans les caves de chaque aile propulsant de l’air chaud dans un réseau de tubes en métal dissimulé dans les murs.